# 웅천 김씨
웅천 김씨(熊川金氏)는 경상남도 창원시 진해구 웅천동을 본관으로 하는 한국의 성씨이다.

## 역사
웅천 김씨의 선계(先系)는 문헌의 실전으로 정확하게 상고할 수 없다. 《웅신백사적기(熊神伯事蹟記)》에 의하면 신라 말에 견훤(甄萱)이 수차에 걸쳐 신라를 침범하자 웅신백(熊神伯)이 경애왕의 명을 받아 5천 장병을 거느리고 출정하여 이를 격퇴시키고 돌아오자 왕이 그 공을 가상히 여겨 웅신현(熊神縣)을 식읍으로 하사(下賜)하였다 한다. 그리하여 후손들은 그곳에 정착세거하면서 관향(貫鄕)을 웅천으로 삼게 되었다고 한다.
조선(朝鮮) 시대에서 태조 치세 초기 시절 수의부위(修義副尉)에 오른 김중재(金重材)를 1세조로 하여 세계를 이어오고 있다

## 항렬자
| 15세   | 16세   | 17세   | 18세   | 19세   | 20세   | 21세   |
| ------ | ------ | ------ | ------ | ------ | ------ | ------ |
| 훈(勳) | 균(均) | 종(鍾) | 순(淳) | 임(林) | 열(烈) | 규(圭) |

## 주요 인물
- 김희춘(金希春): 원종공신(原從功臣)
- 김홍택(金弘澤):  1728년(영조 4) 무과(武科)에 급제하고 뒤에 양무공신(揚武功臣)에 책록되었다.
- 김광균(金光均): 대한민국의 시인이자 기업가로 활약한 이 있다.
- 김동훈(金東勳): 김타자기보급소를 설립하고, 다섯벌식 타자기인 김동훈식타자기를 개발 및 보급하였다.